# ساندرا جوميس
ساندرا جوميس (بالفرنسية: Sandra Gomis)‏ هي منافسة ألعاب القوى فرنسية، ولدت في 21 نوفمبر 1983 في سان نازير في فرنسا.

## وصلات خارجية
- ساندرا جوميس على موقع الاتحاد الدولي لألعاب القوى (الإنجليزية)
- ساندرا جوميس على موقع الدوري الماسي (الإنجليزية)
- ساندرا جوميس على موقع أوليمبيديا (الإنجليزية)
- ساندرا جوميس على موقع اللجنة الأولمبية الفرنسية (مؤرشف) (الفرنسية)